# Эстергрен, Клас

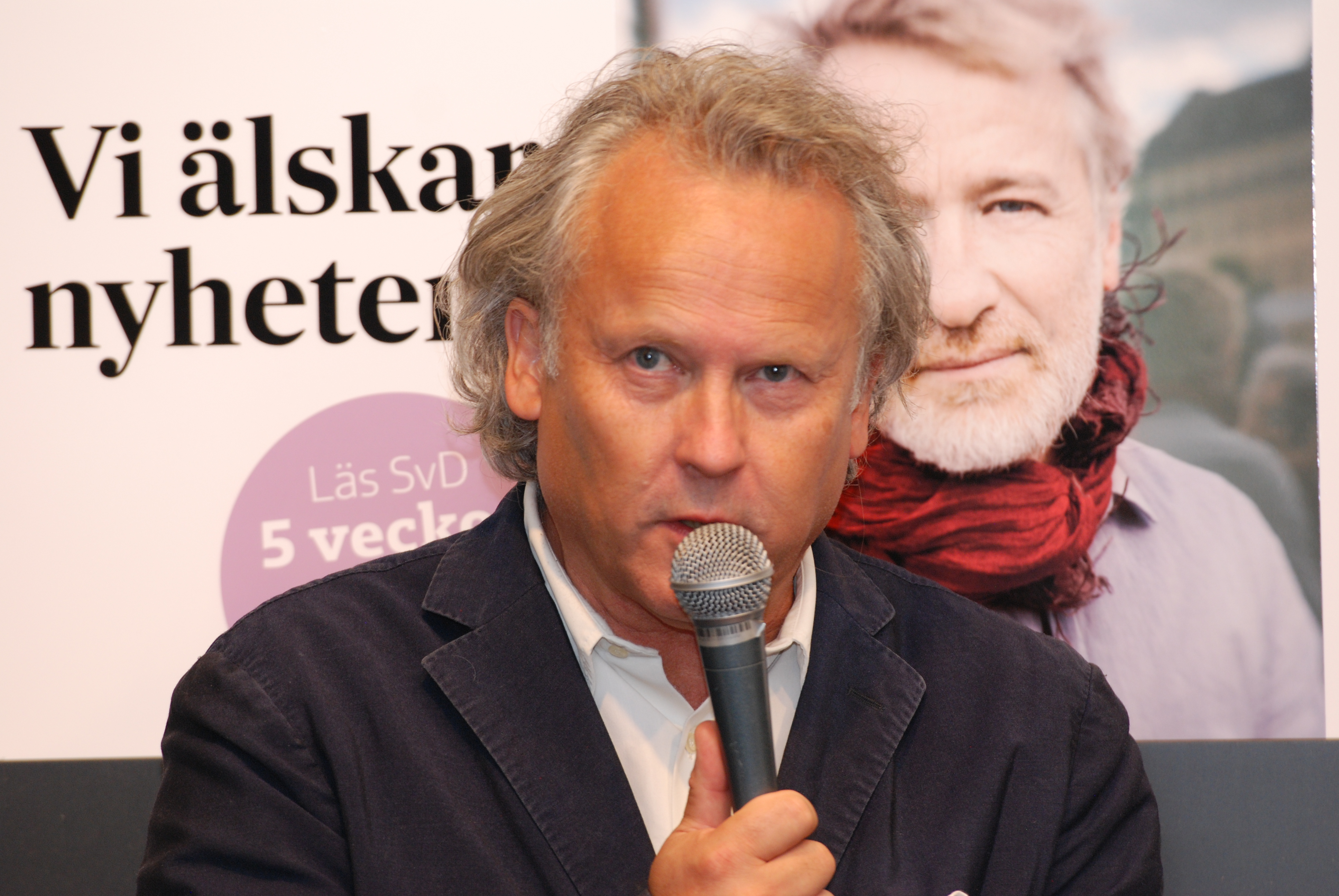
Клас Эстергрен в 2014 году

Клас Эстергрен (швед. Klas Östergren, родился 20 февраля 1955 года) — шведский писатель, сценарист и переводчик.
Эстергрен сменил Ульфа Линде на 11-м месте Шведской академии 20 декабря 2014 года; 6 апреля 2018 года он объявил, что больше не будет участвовать в работе Академии. Академия объявила в мае 2018 года, что Эстергрену и трем другим членам было разрешено официально уйти в отставку. Он был номинирован на премию «Золотой жук» за лучший сценарий в 1999 году и получил главный приз, врученный ведущим литературным обществом страны Самфундет Де Нио в 2005 году.

## Биография
Эстергрен родился в 1955 году на острове Лилла Эссинген в Стокгольме. Он был младшим из четырех братьев и сестер. Его отец был финном, а мать — шведкой. Он учился в гимназии Södra Latin.
В 1975 году, накануне двадцатилетия Эстергрена, был опубликован его первый роман «Аттила». Он получил признание критиков и полюбился читателям аудиторию пять лет спустя за роман «Джентльмены». В 1999 году его сценарий Veranda för en tenor (В ожидании тенора), обработка короткого рассказа из книги «Med stövlarna på och andra berättelser», был номинирован на премию «Золотой жук» за лучший сценарий (национальная кинонаграда Швеции). Он также является одним из самых уважаемых переводчиков в своей стране, в числе переведённых им книг — «Над пропастью во ржи» Дж. Д. Сэлинджера., пьесы Ибсена и стихи Бодлера.
С 1982 по 1989 год Клас Эстергрен был женат на шведской актрисе Пернилле Вальгрен, которая впоследствии продолжила свою карьеру под именем Пернилла Эстергрен. У них есть дочь Агнес. После их развода и брака Перниллы с режиссером Билле Аугустом она снялась в двух фильмах, для которых Эстергрен написал сценарии. Первый — «Иерусалим» 1996 года, экранизация романа Сельмы Лагерлёф, (режиссёр — её муж, Билле Аугуст), а другой, «Offer och gärningsmän» — мини-сериал 1999 года, созданный для шведской национальной телекомпании SVT Томасом Альфредсоном . Второй и нынешней женой Эстергрена является Силла, от которой у него трое детей: Оке, Gösta и Märta. Прожив большую часть жизни в Стокгольме, Эстергрен переехал со своей семьёй на ферму рядом с городком Чивик на юге Швеции.
Роман Джентльмены был экранизирован в 2014 году режиссером Микаэлем Марсимейном.
На русский была переведена его дилогия из романов «Джентльмены» и «Гангстеры».

## Произведения
- Attila (роман, 1975)
- Ismael (роман, 1977)
- Fantomerna (роман, 1978)
- Джентльмены (швед. Gentlemen, роман, 1980)
- Giganternas brunn (новелла, 1981)
- Slangbella (сборник статей, 1983)
- Fattiga riddare och stora svenskar (роман, 1983)
- Plåster (роман, 1986)
- Hoppets triumf (1986)
- Ankare (роман, 1988)
- Ge mig lite sodavatten. En opera buffa (1988)
- Handelsmän och partisaner (роман, 1991)
- Under i september (роман, 1994)
- Med stövlarna på och andra berättelser (сборник коротких рассказов, 1997)
- Konterfej (новелла, 2001)
- Tre porträtt (сборник новелл, 2002)
- Östergren om Östergren (2007)
- Гангстеры (швед. Gangsters, роман, 2005)
- Orkanpartyt (роман, 2007)
- Den sista cigaretten (роман, 2009)
- Ravioli (короткий рассказ, 2013)
- Ulf Linde. Svenska Akademiens Inträdestal (2014)
- Twist (роман, 2014)
- Samlade noveller (сборник коротких рассказов и новелл, 2015)
- I en skog av sumak (роман, 2017)

## Фильмография

### Сценарист
- Mördande intelligens (1995)
- Jerusalem (1996)
- Veranda för en tenor (1998)
- Offer och gärningsmän (1999)
- Soldater i månsken (2000)
- Syndare i sommarsol (2001)
- The Marriage of Gustav III (2001)
- Röd jul (2001)
- En decemberdröm (2005)
- Gentlemen (2014)

### Актер
- Mackan (1977)
- False as Water (1985)
- Call Girl (2012)